# FN's Verdenserklæring om Menneskerettighederne
FN's Verdenserklæring om Menneskerettighederne blev vedtaget af FN i 1948. FN havde på daværende tidspunkt 58 medlemmer. Af disse stemte 48 nationer for, ingen stemte imod, men 8 lande afstod fra at stemme (altså stemte blankt). Yemen og Honduras stemte slet ikke.
Verdenserklæringen omfatter borgerlige, politiske, økonomiske, sociale og kulturelle rettigheder. Men Verdenserklæringen om Menneskerettighederne er ikke juridisk bindende.
Verdenserklæringen er det mest kendte og udbredte menneskerettighedsdokument i verden. Selve erklæringen er ikke juridisk bindende for staterne, men har dannet udgangspunkt både for en række yderligere konventioner på forskellige områder i FN-regi (f.eks. racediskriminationskonventionen fra 1965, børnekonventionen fra 1989 og FN's Global Compact fra 1999) og for konventioner uden for FN-systemet.
I Europa er det vigtigste menneskeretsdokument Den Europæiske Menneskerettighedskonvention, som er indgået blandt Europarådets medlemmer i 1950. Hertil kommer EU's Charter om grundlæggende rettigheder, som trådte i kraft i år 2000; og som siden 2009 har været en del af Lissabontraktaten.